# Borgo Macra
(Giovanni Bonavia)
Il Borgo Macra si estende a ovest del concentrico di Racconigi e come limiti ha la piazza castello e il ponte sul fiume Macra, sviluppandosi attorno alla spina centrale di corso Regina Margherita e a via Marcellino Roda.

## Storia
È uno dei tre quartieri storici della città già presente nella Racconigi medioevale. Denominato ayrale di Macra, fino alla prima metà del Settecento si presentava come un agglomerato di case e cascine posto al di fuori della ex cerchia muraria.. Al fondo del borgo, nei pressi del ponte sul fiume Macra esisteva il convento dei Carmelitani risalente al XVI secolo in cui era conservata l'icona (ora pala di altare del Santuario) dedicata alla guarigione di un sordo muto, Gian Antonio Chiavassa, da parte della Madonna.
Nel Catasto napoleonico del 1813 appare strutturato in maniera molto simile a quella moderna, fatta eccezione per la zona verso il ponte di Macra ancora occupata da cascine ( e tale rimarrà fino agli anni 70 del novecento).

Oggi il borgo è diventato zona residenziale grazie al recupero e restauro delle vecchie abitazioni e alla vicinanza con i principali servizi cittadini.
Densamente popolato, il borgo è, tra i quartieri cittadini, quello che nel tempo ha mantenuto più viva la propria identità e le tradizioni popolari.

## Arte
Al centro del borgo si trova il Santuario reale della Madonna delle Grazie costruito nel 1838 su disegno dell'ingegner Ernesto Melano e finanziato dall'allora re Carlo Alberto.
Accanto a abitazioni modeste sorgono alcuni palazzi settecenteschi caratterizzati dalla presenza, nella facciata che prospetta sul cortile interno, di loggette e balconi coperti. Sul luogo dell'ex convento dei Carmelitani esiste ancora un dipinto sul muro di una cascina che indica il luogo in cui, secondo tradizione, apparve la Vergine Maria al sordomuto nel 1493.
Alcune case riportano immagini religiose dipinte sulla parete spesso legate alla devozione alla Madonna.
L'architettura delle case è di stampo rurale. Esistono alcuni esempi di tettoie o balconi con struttura del soffitto in travi di legno.

## Tradizione

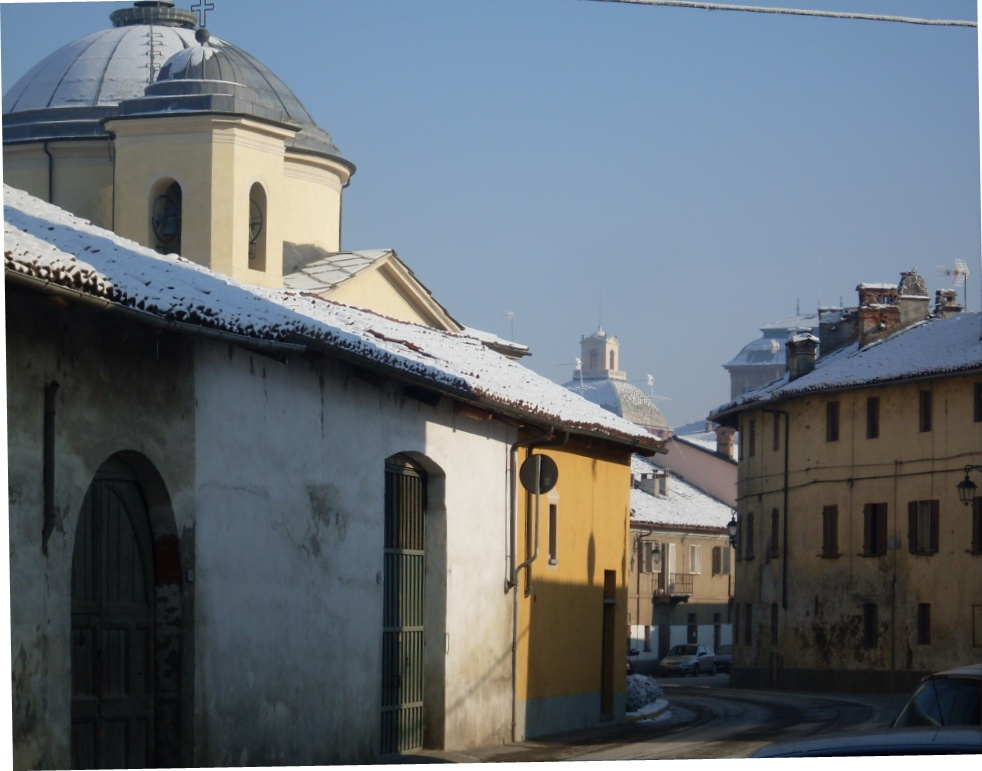
Santuario e vie del Borgo

Nella tradizione locale il borgo Macra era indicato come il borgo delle tre emme : miseria, masnà e Mado-na (dal piemontese: povertà, bambini e Madonna). Con queste parole venivano riassunte le caratteristiche principali del borgo: la povertà diffusa (era un borgo di piccoli artigiani specialmente calliè, calzolai), la popolosità e il profondo legame con la devozione alla Madonna. Ogni anno il 26 agosto, in occasione della festa votiva del Santuario, il comitato del borgo organizza festeggiamenti religiosi e popolari.